# Nyssia obscura
Nyssia obscura là một loài bướm đêm trong họ Geometridae.